# 십삼인의 합의제
십삼인의 합의제(일본어: 十三人の合議制)는 미나모토노 요리토모의 사후 발족된 가마쿠라 막부의 집단 지도 체제(集団指導体制)를 일컫는다. 1225년(가로쿠 원년) 설치된 효죠슈의 원형이다.

## 연혁
1199년(쇼지 원년) 음력 1월 13일 미나모토노 요리토모가 서거함에 따라 장남 미나모토노 요리이에가 음력 1월 20일 18세의 나이로 좌중장(左中将)에 올라 정무 총책임을 맡았고, 음력 1월 26일에 교토 조정에서 제국 수호(諸国守護)의 선지(宣旨)가 내려와 요리이에는 부친 요리모토를 승계하여 제2대 가마쿠라도노(鎌倉殿) 지위에 올랐다.
요리이에는 때마침 벌어진 산자에몬 사건 등으로 막부 공신들인 고케닌의 힘을 빌려야 했고, 출발부터 강한 권력이 뒷받침되지 못해 오에노 히로모토 등 중신들의 보좌로서만 주요 사안을 처리해야 했다.
음력 4월 12일에는 여러 정치적 암투의 결과로, 요리이에 독단의 정무적 결단이나 판결력 자체를 부정 당했다. 결국 당시 유력 공신 13인으로 구성된 협의체를 통해 모든 정치적·법적 판단이 내려졌다. 그 원인으로 가마쿠라 막부의 이야기 모음집인 '아즈마카가미'에는 요리이에가 관습을 무시하고 권한을 남용한 여러 일화들이 나열돼 있으나, 해당 기록은 반정 공신들이 요리이에를 죽인 후 기록한 것이라 역사적 중립성을 의심받고 있다.
요리이에를 옹립하고 큰 권력을 갖게 된 친 쇼군파 오에노 히로모토, 나카하라노 지카요시(中原親能), 가지와라 가게토키(梶原景時) 등이 다른 공신 집안들의 불만을 잠재우는 동시에 요리이에의 독재를 막을 목적으로 설치됐다는 것이 일반적인 관점이나, 13인 전원이 따로 회의를 가진 적이 없고 수 명의 회의 참석만으로 일단 논의를 해 결과를 요리이에에게 상주하면 요리이에가 장군으로서 재가를 내리는 형식으로 미뤄볼 때 세이이대장군의 보좌역이 주기능일 뿐, 독립돼 따로 명명된 기관은 아니었다는 견해 역시 설득력을 얻고 있다.
1199년(쇼지 원년) 말 합의제 구성원 중 하나인 가지와라 가게토키가 난을 일으켰다가 실패해 숙청됐고, 이듬해인 1200년(쇼지 2년)에 아다치 모리나가(安達盛長)와 미우라 요시즈미(三浦義澄)가 병사하면서 합의체는 붕괴됐다. 막부 공신들의 권한이 강해지고 요리이에의 외척인 호조 씨가 발흥하면서 요리이에(賴家) 정권 자체도 권력투쟁 속에 몰락해 갔다.

## 13인 협의체 명단
- 오에노 히로모토(大江広元) - 만도코로(政所) 별당(別当)
- 미요시노 야스노부(三善康信) - 몬주쇼(問注所) 집사(執事)
- 나카하라노 지카요시(中原親能) - 리료(吏僚), 오에노 히로모토의 친형
- 니카이도 유키마사(二階堂行政) - 리료(吏僚)
- 가지와라 가게토키(梶原景時) - 사무라이도코로(侍所) 별당(別当), 1199년 숙청
- 아다치 도모토(足立遠元) -
- 아다치 모리나가(安達盛長) - 1200년 병사
- 핫타 도모이에(八田知家) -
- 히키 요시카즈(比企能員) - 1203년 살해, 호조씨와의 권력투쟁에서 패배
- 호조 도키마사(北条時政) - 미나모토노 요리토모의 장인. 초대 싯켄(執權)
- 호조 요시토키(北条義時) - 호조 도키마사의 아들. 2대 싯켄. 효죠슈 창설
- 미우라 요시즈미(三浦義澄) - 1200년 병사
- 와다 요시모리(和田義盛) - 전임 사무라이도코로 별당(別当)

## 참고자료
- 중세일본지역사회와 쇼군권력(中世地域社会と将軍権力), 히시누마 가즈노리(菱沼一憲) 著, 규코쇼인(汲古書院), 2011년 초판발행, ISBN 978-4-7629-4210-5

## 같이 보기
- 가마쿠라 시대
- 가마쿠라 막부
- 가마쿠라도노의 13인